# 比利·哈西特
威廉·约瑟夫·哈西特（英語：William Joseph Hassett，1921年10月21日—1992年11月15日），美国NBA联盟前职业篮球运动员。